# Ван Импе, Люсьен
Люсьен ван Импе (нидерл. Lucien Van Impe; род. 20 октября 1946, коммуна Эрпе-Мере, провинция Восточная Фландрия, Бельгия) — бельгийский профессиональный шоссейный велогонщик.

## Биография
Профессионал в 1969—1987 годах. Горовосходитель.
Проехал пятнадцать велогонок Тур де Франс, завершив их все на финише, при этом десять раз занимал места в первой десятке генеральной классификации. Победитель Тур де Франс 1976, четырежды был призёром (1971, 1975, 1977, 1981). Шесть раз выигрывал горную классификацию Тур де Франс (1971, 1972, 1975, 1977, 1981, 1983). Первый обладатель гороховой майки, введённой в 1975 году. Также выиграл 9 индивидуальных этапов.
Среди достижений также две победы в горной классификации Джиро д’Италия (1982,1983), победы на этапах Джиро д’Италия и Вуэльта Испании.
Чемпион Бельгии по шоссейному велоспорту в групповой гонке (1983).
После окончания карьеры велогонщика, работал спортивным директором велокоманд: в 2005—2007 — бельгийской, а затем шведской профессиональной шоссейной велокоманды MrBookmaker.com (с 2006 года — Unibet.com), имевшей в 2007 году лицензию UCI ProTour; в 2008—2014 годах бельгийской велокоманды Verandas Willems, имевшей статус UCI Professional Continental team.
Брат Люсьена — Франк (р.1955) и племянник Кевин ван Импе (р.1981), также являлись профессиональными велогонщиками.

## Достижения
1968
Тур де л’Авенир
1-й — Горная классификация
1-й — Этап 8
1969
1-й Вуэльта Наварры — Генеральная классификация
3-й Circuit des frontières
1970
1-й Grand Prix du Midi Libre — Горная классификация
1-й — Этап 8
2-й Manx Trophy
6-й Тур де Франс — Генеральная классификация
7-й Тур Романдии — Генеральная классификация
10-й Вуэльта Каталонии — Генеральная классификация
10-й Льеж — Бастонь — Льеж
1971
Тур де Франс
3-й — Генеральная классификация
1-й — Горная классификация
1-й Тур Романдии — Горная классификация
5-й Grand Prix du Midi Libre — Генеральная классификация
7-й Критериум Дофине — Генеральная классификация
9-й Тур Люксембурга— Генеральная классификация
1-й — Горная классификация
9-й Эшборн — Франкфурт
1972
4-й Тур де Франс — Генеральная классификация
1-й — Горная классификация
1-й — Этап 12
2-й Тур Романдии — Генеральная классификация
1-й — Очковая классификация
3-й Критериум Дофине — Генеральная классификация
5-й Grand Prix du Midi Libre — Генеральная классификация
1973
1-й — Этап 3 Grand Prix du Midi Libre
2-й Тур Романдии — Генеральная классификация
1-й — Этап 3
5-й Тур де Франс — Генеральная классификация
1-й — Этап 12b
7-й Trophée des Grimpeurs
1974
1-й Тур Романдии — Горная классификация
1975
1-й Tour de l'Aude — Генеральная классификация
1-й — Этапы 1 и 3
Тур де Франс
3-й — Генеральная классификация
1-й  — Горная классификация
1-й — Этапы 14 и 18 (ИГ)
1-й — Индивидуальная гонка с раздельным стартом Восхождение на Монжуик (вместе с Эдди Мерксом)
2-й Гран-при Исберга
5-й Критериум Дофине — Генеральная классификация
Grand Prix du Midi Libre — Генеральная классификация
6-й — Генеральная классификация
1-й — Горная классификация
6-й Париж — Бурж
9-й Чемпионат мира — Групповая гонка (проф.)
1976
Тур де Франс
1-й  — Генеральная классификация
1-й — Этап 14
1-й Challenge Sedis
1-й Trophée des grimpeurs
1-й — Этап 2b Tour de l'Aude
Grand Prix du Midi Libre
2-й — Генеральная классификация
1-й — Этап 4b (ИГ)
5-й Супер Престиж Перно
9-й Флеш Валонь
1977
Тур де Франс
3-й — Генеральная классификация
1-й  — Горная классификация
1-й — Этап 15b (ИГ)
2-й Тур Швейцарии — Генеральная классификация
1-й — Этапы 7 и 8
3-й Критериум Дофине — Генеральная классификация
1-й — Этап 6
6-й Trophée des grimpeurs
8-й Тур Романдии — Генеральная классификация
1978
9-й Тур де Франс — Генеральная классификация
1979
1-й — Этап 16 Тур де Франс
5-й Вуэльта Испании — Генеральная классификация
1-й — Этап 15
6-й Вуэльта Каталонии — Генеральная классификация
1-й — Этап 7а
6-й Льеж — Бастонь — Льеж
6-й Тур Бельгии — Генеральная классификация
8-й Амстел Голд Рейс
1980
4-й Тур Швейцарии — Генеральная классификация
1-й  — Горная классификация
8-й Де Кюстпейл
1981
Тур де Франс
2-й — Генеральная классификация
1-й  — Горная классификация
1-й — Этап 5
1-й Схал Селс
1982
Джиро д’Италия
4-й — Генеральная классификация
1-й  — Горная классификация
3-й Тур Швеции — Генеральная классификация
5-й Gran Premio Industria & Commercio di Prato
6-й Гран-при Эдди Меркса
10-й Дрёйвенкурс Оверейсе
1983
1-й  Чемпион Бельгии — Групповая гонка
Джиро д’Италия
9-й — Генеральная классификация
1-й  — Горная классификация
1-й — Этап 11
Тур де Франс
4-й — Генеральная классификация
1-й  — Горная классификация
1-й — Этап 19 (ИГ)
4-й Polynormande
8-й Джиро дель Аппеннино
1984
6-й Натионале Слёйтингспрейс
7-й Джиро д’Италия — Генеральная классификация
1985
10-й Джиро дель Аппеннино
1986
1-й Vuelta a los Valles Mineros — Генеральная классификация
1-й — Этап 1
8-й Вуэльта Астурии — Генеральная классификация

## Статистика выступлений

### Гранд-туры
| Гранд-тур                 | 1969 | 1970 | 1971 | 1972 | 1973 | 1974 | 1975 | 1976 | 1977 | 1978 | 1979 | 1980 | 1981 | 1982 | 1983 | 1984 | 1985 | 1986 |
| ------------------------- | ---- | ---- | ---- | ---- | ---- | ---- | ---- | ---- | ---- | ---- | ---- | ---- | ---- | ---- | ---- | ---- | ---- | ---- |
| Джиро д’Италия            | —    | —    | —    | —    | —    | —    | —    | —    | —    | —    | —    | —    | —    | 4    | 9    | 7    | 13   | —    |
| Тур де Франс              | 12   | 6    | 3    | 4    | 5    | 18   | 3    | 1    | 3    | 9    | 11   | 16   | 2    | —    | 4    | —    | 27   | —    |
| (c 2010 ) Вуэльта Испании | —    | —    | —    | —    | —    | —    | —    | —    | —    | —    | 5    | —    | —    | —    | —    | —    | —    | 11   |

| —  | Не участвовал  |
| НФ | Не финишировал |